# George Pullman
George Mortimer Pullman (3 de març de 1831, Brocton, Nova York - 19 d'octubre de 1897) fou un industrial i inventor estatunidenc conegut per la invenció del cotxe-llit a la companyia Pullman, i per la violenta repressió als treballadors en vaga a la ciutat que va crear per a la companyia: Pullman, Chicago.

## Antecedents
Pullman va néixer a Brocton, tot i que poc després va traslladar-se a Albion (Nova York), on va adquirir diverses idees que el conduirien a l'èxit. Pullman va abandonar l'escola quan tenia 14 anys, i va traslladar-se a Chicago, on va esdevenir ràpidament una de les personalitats més influents i controvertides de la ciutat. En aquella època es dedicava a la fabricació de taüts i desenvolupava idees per a un sistema global de producció industrial.
Chicago havia estat construïda sobre un pantà de terres baixes, i es deia que el llot als carrers era prou profund perquè s'hi ofegués un cavall.
Incapaç de drenar les aigües residuals mitjançant clavegueres, la ciutat va construir els drenatges sobre els carrers i després va cobrir-los, tot pujant en la pràctica el nivell d'1,80m als 2,40. Pullman fou un dels enginyers empírics que va emprendre la tasca d'aixecar el centre de Chicago i de construir nous fonaments per als edificis mitjançant una tècnica que el seu pare havia emprat per moure construccions durant la inundació del llac Erie. Pullman va adquirir gran fama amb la seva tasca, incloent l'elevació de l'edifici històric de Tremont House, un hotel de maons de sis plantes, sense moure els hostes.

## Cotxe-llit
Entre el 1859 i el 1863, va fer d'agent d'or a Golden, Colorado, època en què va fer una gran fortuna i va conèixer el seu futur soci: Hanniball Kimball.
Després va desenvolupar el disseny d'un cotxe-llit ferroviari, el vagó Pullman o cotxe-palau, inspirat en les naus que navegaven el llac Erie quan vivia a Albion. El primer cotxe va construir-se el 1864, adquirint una fama en traslladar el cos de l'assassinat president Abraham Lincoln des de Washington DC fins a Springfield, i fou a partir d'aleshores que va començar a tenir molts encàrrecs. L'invent va esdevenir exitós, tot i que la despesa era cinc vegades més gran que la dels vagons ferroviaris comuns.
La propaganda que feien servir era: Cotxes-palau de Pullman, un luxe per a la classe mitjana.
El 1867 presentà el seu primer hotel en rodes, el President, un vagó-llit més un altre que era cuina i cotxe-menjador. El menjar que s'hi servia competia amb el dels millors restaurants de l'època, i el servei era lloat. Un any després, va llançar al mercat el model Delmonico, un primer cotxe destinat a l'alta cuina. Els menús del cotxe eren preparats per xefs del famós restaurant Delmonico a Nova York.
Tots dos models i els subsegüents oferien servei de primera classe, a càrrec d'esclaus recentment alliberats que treballaven de recepcionistes, cambrers, animadors i valets.
Pullman creia que per assegurar l'èxit dels cotxes-llit necessitava proveir un ample ventall de serveis connexos: venda de bitllets, reserva de lliteres, enviament de cables, preparació d'emparedats, arreglaments de roba, conversió d'autobusos en cotxes-llit, etc. Sostenia, a més a més, que els antics esclaus de les plantacions del sud reunien el respecte i l'entrenament necessaris per atendre els homes de negoci que feien servir els seus serveis. Pullman va esdevenir el primer contractador d'afroamericans després de la Guerra Civil.
El 1869 comprà la Detroit Car and Manufacturing Company. Va adquirir les patents i els negocis del seu competidor, la Central Transportation Company, el 1870. A la primavera del 1871, George Pullman, Andrew Carnegie, i d'altres, van salvar de la fallida Union Pacific i varen assumir-ne el directori. El 1875 la companyia Pullman comptava amb un patrimoni de més de 100.000 dòlars al valor d'inventari, tenia 700 cotxes en operació i dipòsits de centenes de milers de dòlars als bancs.